# 남원군 갑
남원군 갑은 대한민국의 옛 국회의원 선거구이다. 당시 전라북도 남원군의 일부 지역을 관할했다.

## 역사
제4대 국회의원 선거를 앞두고 남원군 선거구가 갑, 을로 분리되면서 신설되었다. 신설 당시 남원군 남원읍, 대산면, 주생면, 대강면, 금지면, 송동면 지역을 관할했다.
제6대 국회의원 선거를 앞두고 남원군 갑, 을 선거구가 통합되어 남원군 단독 선거구를 이루게 되면서 폐지되었다.

## 역대 국회의원
| 선거   | 정당 | 정당       | 의원   |
| ------ | ---- | ---------- | ------ |
| 1958년 |      | 민주당     | 조정훈 |
| 1960년 |      | 사회대중당 | 박환생 |

## 역대 선거 결과

### 대한민국 제4대 국회의원 선거
|  | 48.77% |

|  | 46.65% |

|  | 4.57% |

### 대한민국 제5대 국회의원 선거
|  | 22.39% |

|  | 22.20% |

|  | 14.46% |

|  | 14.08% |

|  | 13.42% |

|  | 6.48% |

|  | 3.66% |

|  | 3.27% |